# 竹斎龍子
竹斎 龍子（ちくさい りゅうし、生没年不詳）とは、江戸時代の浮世絵師。

## 来歴
歌川国直の門人。歌川の画姓を称し竹斎、竹斎菴、龍子、りうしと号す。粕壁宿の生まれという。作画期は文化の頃で美人画や役者絵、合巻の挿絵を描いている。

## 作品
- 『天岩戸初日門松』　合巻　※東西庵南北作、文化12年（1815年）刊行
- 『男梅ヶ枝花魁』　合巻　※同上
- 「青楼美人合　玉屋内満登賀」　大判錦絵